# Aiden O'Brien
Aiden Antony O'Brien est un international footballeur irlandais né le 4 octobre 1993 à Islington. Il évolue au poste d'attaquant.

## Biographie

### Au club
Le 20 septembre 2011, il fait ses débuts pour Millwall lors d'un match de la Carling Cup contre Wolverhampton Wanderers (défaite 5-0). Pour la saison 2011-2012, il ne joue plus pour les «Lions». Le 1er janvier 2012, il est prêté pour une mois à Staines Town, évoluant en Conference South (D6 anglaise). Le 9 mars 2012, il est prêté à Hayes & Yeading United en Conference Premier (D5 anglaise), avec lequel il joue 7 matchs sans marquer aucun but.
Lors de la saison 2016-2017, il inscrit 13 buts en League One (D3) avec le club de Millwall.
Le 30 juin 2022, il rejoint Shrewsbury Town FC.
Le 31 janvier 2023, il est prêté à Gillingham.
Le 1er août 2023, il est prêté à Sutton United.

### International
Avec les espoirs irlandais, il marque cinq buts, avec un doublé contre les Pays-Bas et un autre contre les îles Féroé.